# Hanna Bennison
Hanna Bennison (født 16. oktober 2002) er en kvindelig svensk fodboldspiller, der spiller forsvar for engelske Everton i FA Women's Super League og Sveriges kvindefodboldlandshold. Hun har tidligere spillet for FC Rosengård i Damallsvenskan.
Hun fik sin officielle debut på det svenske landshold i 7. november 2019 i et 2-3-nederlag mod USA. Hun blev også udtaget til landstræner Peter Gerhardssons officielle trup mod EM i fodbold for kvinder 2022 i England.
Bennison var desuden med til at vinde olympiske sølvmedaljer med det svenske landshold ved Sommer-OL 2020.
I januar 2020 blev hun udnævnt af UEFA, som en af de 10 mest lovende kvindelig fodboldtalenter i Europa. I august 2021 skrev hun en fire-årig kontrakt med engelske Everton.